# Емельянов, Виктор Андреевич
Виктор Андреевич Емельянов (род. 3 мая 1948, Тукумс, Латвия) — белорусский учёный в области микроэлектроники. Член-корреспондент Национальной академии наук Беларуси (2000), доктор технических наук (1999), профессор (1998). Член Международного института инженеров по электротехнике и электронике (1997, США). Заслуженный изобретатель Республики Беларусь (2008). Лауреат Государственной премии Республики Беларусь (1998).

## Биография
Окончил Харьковский авиационный институт (1973).
В 1967—1973 годах — слесарь-сборщик, контрольный мастер, мастер Харьковского авиационного завода.
В 1974—1985 годах — инженер-технолог, начальник цеха, главный инженер Гомельского завода «Модуль».
В 1992—2009 годах — генеральный директор НПО «Интеграл» — директор унитарного предприятия «Завод полупроводниковых приборов». Одновременно в 1991—1992 годах — доцент Гомельского государственного университета имени Ф. Скорины.
В 1993—1998 годах — профессор Белорусского государственного университета информатики и радиоэлектроники.

## Научная деятельность
Научные работы в области физико-химических основ технологии твердотельной электроники, техники и технологии изделий электроники.
Решил комплекс взаимосвязанных научно-технических проблем, который охватывает определяющие технологические процессы получения активных структур интегральных схем, сборки кристаллов, разработки корпусов больших интегральных схем, процессы получения тонких металлических пленок, адаптированных в массовое производство больших интегральных схем.
Внёс вклад в решение проблемы повышения качества и устойчивости к воздействию окружающей среды изделий электронной техники с одновременным исключением использования в них дефицитных материалов, в том числе золота.
Под его руководством в НПО «Интеграл» освоены базовые комплекты интегральных схем для новейших моделей отечественных телевизоров, телефонных станций, аудиотехники, связной аппаратуры.
Научные разработки используются в программе «Бытовая электроника», в государственных научно-технических программах «Информатика», «Телевидение», «Аудиотехника», «Материалы».
Автор более 430 научных работ, в том числе 27 монографий, 16 учебных и учебно-методических пособий, 124 авторских свидетельств и патентов.

## Награды и премии
- Государственная премия Республики Беларусь (1998, вместе с А. И. Белоусом, В. А. Соколом, Ф. Ф. Комаровым и другими) за цикл работ «Разработка новых методов проектирования и развитие физико-технологических основ создания высоких технологий производства конкурентоспособных микроэлектронных изделий».
- Премия Совета Министров СССР (1990) за разработку и внедрение высокоэффективных технологических процессов.
- Премия Совета Министров Республики Беларусь (1991) за создание и освоение в производстве высокоэффективной техники, прогрессивной технологии и новых материалов.
- Орден Дружбы (3 марта 2005, Россия) — за большой вклад в укрепление экономического сотрудничества и создание специальной техники[3].
- Заслуженный изобретатель Республики Беларусь (2008).
- Медали.